# Kisenosato Yutaka
Kisenosato Yutaka (sinh ngày 3 tháng 7 năm 1986 với tên Hagiwara Yutaka (萩原 寛 Hagiwara Yutaka)) là một đô vật sumo quê ở Ibaraki, Nhật Bản. Anh thi đấu chuyên nghiệp lần đầu tiên vào năm 2002 và đạt đến đẳng cấp makuuchi lần đầu vào năm 2004 lúc mới 18 tuổi. Sau nhiều năm xếp hạng thấp san'yaku, anh đã leo lên vị trí Ōzeki (vị trí cao thứ hai sau Yokozuna) vào tháng 1 năm 2012. Anh đã giành được ba kinboshi (hay sao vàng) khi đánh bại Yokozuna nhờ đó đạt được cấp Ozeki và 5 giải thưởng Sanshō, 3 giải thưởng Kantō và 1 giải thưởng Kinō. Anh giành kỷ lục trong các Ozeki về số trận thắng với điểm từ 10 trở lên. Năm 2016, anh là đô vật thắng nhiều trận nhất trong một năm dương lịch, là đô vật đầu tiên làm như vậy mà không cần chiến thắng toàn giải đấu trong năm đó.
Sau khi đoạt giải nhì trong một giải đấu trên mười hai lần, anh đã có đột phá tại giải đấu tháng 1 năm 2017, giành chức vô địch giải đấu cao nhất đầu tiên của mình hoặc yūshō với kỷ lục 14-1, nhờ đó được thăng lên thành yokozuna. Anh trở thành đô vật Nhật Bản đầu tiên giành được vị trí cao nhất của sumo kể từ khi Wakanohana giành được danh hiệu này năm 1998. Trước đó, anh đã bốn lần (tháng 7 năm 2013, tháng 1 năm 2014, tháng 7 năm 2016 và tháng 9 năm 2016) suýt giành được danh hiệu này, nhưng không lần nào có đủ số trận thắng cần thiết.